# Сидеруржика (футбольный клуб)
«Спортивный клуб Сидеруржика» (порт.-браз. Esporte Clube Siderúrgica) — бразильский футбольный клуб из города Сабара, штат Минас-Жерайс.

## История
«Спортивный клуб Сидеруржика» был основан 31 мая 1930 года работниками сталелитейного завода компании Сидеруржика Бельгру-Минейра. Команда долгое время играла товарищеские игры, лишь в 1933 году «Сидеруржика» провела свой первый официальный матч, в котором обыграла «Палестру Италию» со счётом 2:1. Тогда же команда начала нанимать ведущих игроков штата; Бельгру-Минейра не скупилась на игроков, предлагая им формальные высокооплачиваемые должности на самом заводе. Клуб трижды (1936, 1938 и 1941) в тот период завоёвывал второе место в чемпионате штата Минас-Жерайс. А в 1937 году «Сидеруржика» впервые выиграла это первенство. В дальнейшем команда оставалась «твёрдым середнячком», лишь иногда показывая другой уровень игры: в 1950, 1952 и 1960 годах «Сидеруржика» была второй, а в 1949 году занял последнее место в чемпионате. Второй успех пришёл в 1964 году. Во многом благодаря работе главного тренера клуба Доривала Книпела и президента команды Мануэла Эдсона. Из-за этой победы «Сидеруржика» смогла участвовать в розыгрыше Чаши Бразилии, став первым клубом из Минас-Жерайс, выступавшем в этом турнире.
В 1965 году клуб стал меняться: были проданы ведущие футболисты команды, а пришедшие на их смену новички не показывали высокого уровня игры. Также ушли президент и главный тренер, одни из «отцов» победы прошедшего сезона. В следующем сезоне «Сидеруржика» вылетела во второй дивизион чемпионата штата. А в 1967 году Бельгру-Минейра отказалась от спонсорства клуба. В результате этого, «Сидеруржика» лишилась профессионального статуса и долгое время выступала лишь в любительских соревнованиях. Лишь в 1992 году клуб вновь обрёл профессиональный статус, выступая в третьем дивизионе чемпионата штата. Но сезон был неудачным, и «Сидеруржика» вновь на некоторое время «упала» в любительские лиги, пока в 1997 году вновь вышла в третий дивизион. И здесь его ждала неудача. В 2007 году команда в очередной раз заявилась в третий дивизион, и опять их ждала неудача. Очередная попытка случилась в 2011 году. При этом, из-за минимального финансирования, клуб, не имевший стадиона, соответствующего требованиям профессионального футбола, был вынужден проводить матчи в городе Итабире. Затем «Сидеруржика» трижды, в 2012, 2015 и 2016 годах, пытался остаться в профессиональном статусе. В 2016 году, из-за недостатка финансирования, клуб вновь был лишён профессионального статуса.

## Символы
Стадион «Сидеруржики», Эли Фиабро Фильо, также называемый Прайя-ду-О, был открыт 26 августа 1934 года.
Талисманом клуба является черепаха. Она была создана карикатуристом Фернандо Пьеручетти, по прозвищу Мангабейра, в 1943 году.

## Достижения
- Чемпион штата Минас-Жерайс: 1937, 1964